# 朱遂 (唐朝)
朱遂（8世纪—8世纪），中国唐朝军阀朱泚的兄子。
唐德宗建中四年（783年）十月，长安发生泾原兵变，德宗出奔。时朱泚因弟卢龙节度使朱滔作乱，被软禁于长安，于是被变兵拥立为帝，国号秦，立朱遂为太子，遥封朱滔为冀王、太尉、尚书令，但很快就号朱滔为皇太弟。
次年，朱泚改国号汉。五月，唐军收复长安，朱泚与姚令言、张庭芝、源休、李子平、朱遂率数千人西奔，部下或逃或降，到泾州时只有百余骑，后朱泚被杀，朱遂未被官军所获，传为野人所杀，也有人说和朱泚女婿伪金吾将军马悦秘密逃到党项部落，又经数月到了卢龙军部幽州。